# Batocera gigas
Batocera gigas là một loài bọ cánh cứng trong họ Cerambycidae.